# Ухтомский, Леонид Алексеевич
Князь Леонид Алексеевич Ухтомский (30 октября (11 ноября) 1829 — 29 ноября (12 декабря) 1909) — русский морской офицер из рода Ухтомских, вице-адмирал, литератор.

## Биография
Происходил из княжеского рода Ухтомских — одной из ветвей Рюриковичей.
Родился 30 октября (11 ноября) 1829 года в Юхновском уезде Смоленской губернии. Отец Ухтомского, Алексей Михайлович (1786 — ?), гусар, женился в 38 лет, рассчитывая на богатство. Жена его оказалась женщиной злой и безразличной к детям, поэтому они, как только подрастали, уезжали из имения. Л. А. Ухтомский позднее напишет, что его братья и сестры «разбрелись по всем концам России — кто в Варшаве, кто в Петербурге, кто в Москве». Кроме Леонида в семье родились: Александр, Лариса, Пётр, Елизавета, Эспер (1834—1885), Эраст, Людмила и Зинаида.
В возрасте 13 лет, 9 октября 1842 года, был определён в Морской корпус, 5 августа 1845 года был произведён в гардемарины, 18 августа 1847 года — в мичманы и назначен в 44-й флотский экипаж.
В начале Крымской кампании служил на фрегате «Коварна». В 1855 году был назначен старшим адъютантом при адмирале Нахимове. Находился в Севастополе в момент его обороны, был контужен в голову. Здесь же, в Крыму, нашел своего младшего брата, также раненого. Ухтомский сражался на Малаховом кургане, где командовал 44-й ротой. Позже он оставил очень подробные описания Крымской войны, в которых много личного, но и много ценных подробностей, названы герои этой войны, описана их трагическая смерть. Часто писал о Нахимове, свидетелем гибели которого он был. Есть упоминания о Корнилове, Истомине, Лазареве.
В 1857-1860 годах командовал шхуной «Комар», яхтой «Аю-Даг» и пароходом «Ординарец» в Чёрном море.
17 декабря 1860 года переведен на Балтийском флоте. В 1861-1862 годах командовал винтовыми лодками «Лук» и «Секира» в Финском заливе. 1 17 апреля 1862 года произведен в капитан-лейтенанты. 26 августа 1863 года назначен командиром строящейся броненосной лодкой «Стрелец». 1 января 1864 года «во внимание к засвидетельствованию начальства об отлично-усердной службе» объявлена благодарность управляющим морским министерством. 
с 1866 года — на Каспийском море. В 1867 году князь Л. А. Ухтомский был удостоен особого монаршего благоволения за освобождение двух пленных матросов. В 1869 году был произведён в капитаны 2-го ранга и переведён на Балтийский флот. 
В 1871 году был назначен командиром Архангельского порта, в 1875 году стал директором Беломорских маяков. 15 мая 1883 года произведен в контр-адмиралы Много путешествовал по русскому Северу, летом 1879 года совершил экспедицию к архипелагу Новая Земля. Автор работ по этнографии, геологии, биологии, охоте и рыболовству на Севере, но при этом совершенно не занимался вопросами морской охраны Белого и Баренцева морей; в итоге Архангельский морской порт был упразднён в 1885 году.
В 1885 году он снова на Юге, его назначают директором маяков и лоции Каспийского моря и командиром Бакинского порта. В октябре 1889 года Л. А. Ухтомский выходит в отставку в звании вице-адмирала с мундиром и пенсией в 5 тысяч рублей.
Последние годы жизни Л. А. Ухтомский провел в Смоленске. Жил в небольшом деревянном особняке недалеко от крепостной стены. Вставал рано и рано ложился. Совершал длинные прогулки, купался даже тогда, когда осенью вода затягивалась льдом. Посещал смоленские храмы. Умер 29 ноября (12 декабря) 1909 года от грудной жабы. Похоронен на Тихвинском кладбище Смоленска. Могила не сохранилась. При жизни о современники о нём писали : «Безукоризненно честный, идеально благородный, скромный до детскости, застенчивый, всегда готовый помочь ближнему, рыцарь данного слова».

## Награды
Был награждён российскими и иностранными орденами:
российские
- Орден Св. Владимира 4 ст. с мечами и бантом (1854).
- Золотое оружие «За храбрость» (1855).
- Орден Св. Анны 3-й ст. бантом (21.05.1855).
- Орден Св. Станислава 2-й ст.с мечами (1863).
- Орден Св. Анны 2-й ст. (1873).
- Орден Св. Владимира 3-й ст. (1877).
- Орден Св. Станислава 1-й ст. (1886).
- Серебряная медаль «За защиту Севастополя 1854-1855 гг.» на Георгиевской ленте.
- Светло-бронзовая мeдаль «В ПАМЯТЬ КРЫМСКОЙ (ВОСТОЧНОЙ) ВОЙНЫ 1853-1856 гг.» на Георгиевской ленте.
- Светло-бронзовая мeдаль – «ЗА УСМИРЕНИЕ ПОЛЬСКАГО МЯТЕЖА 1863-1864» (1866).

иностранные
- персидский орден Льва и Солнца I-й степени
- Шведский орден Св. Олафа Командорского креста II класса (1877)
- греческий орден Спасителя офицерского креста (1873)
- прусский орден Короны II класса (1888)
- прусский орден Красного Орла III класса (1857)

## Л. А. Ухтомский в литературе. Библиография
Л. А. Ухтомский обладал литературным даром, был постоянным сотрудником «Морского сборника». Опубликовал большое количество статей и очерков. В 1883 году выпустил объемное сочинение «Новая Земля». В числе его произведений:
- Несколько дней на заводах Мальцова // Морской Сборник. — 1857.
- От Петербурга до Астрахани: Из дневника в навигацию 1862 года // Морской Сборник. — 1863.
- По поводу «Описания обороны Севастополя», сост. под рук. Тотлебена // Морской Сборник. — 1864.
- Поездка речным путем от Петербурга до Архангельска в навигацию 1863 года // Морской Сборник. — 1865.
- Устья реки Волги и Каспийское море: Путевые заметки // Морской Сборник. — 1870.
- Общий взгляд на Мариинскую систему // СПб., 1870.
- Путевые заметки при обзоре состояния мурманских рыбных промыслов // Морской Сборник. — 1874.
- Сюзьма: Этнографический этюд // «Древняя и новая Россия», 1876.
- Новая Земля: Этнографический этюд. — СПб., 1883.
- Историко-этнографические очерки о Поморье // Морской Сборник.

## Семья
Л. А. Ухтомский был женат трижды. Первой его женой была Екатерина Павловна Соломирская (1839—1858), дочь П. Д. Соломирского и внучка А. Я. Булгакова. Умерла после родов сына.  
- Сын — Павел (19.07.1858–8.10.1916). Окончил Санкт-Петербургский университет, жил в Свияжском уезде Казанской губернии. В 1887 году — почетный мировой судья по Свияжскому уезду, в 1905–1914 годях — свияжский уездный предводитель дворянства. На собственные средства в селе Макулове открыл бесплатную читальню для крестьян. Был женат на Александре Германовне, урожд. Молоствовой (род. 1860), дочери генерал-майора, сестре журналиста Н.Г.Молоствова.
  - Внуки: Николай Ухтомский, Нина (род. 1889), Георгий (1890—1938), репрессирован[9], Александра (род. 1893), Екатерина (род. 1900).

2-й брак — Елена Михайловна Ралли (1850—1883).  
- Дочь — Елена (род. 1871). Была в первом браке замужем за Е.И.Мартыновым (развод), во втором (с 1904) — за Радославом Михайловичем Димчевым, врачом, болгарским подданным. 
  - Внуки: Наталия (1889 —?), Борис (1890–1978), офицер, участник Первой мировой войны, после 1917 года — в Добровольческой армии и ВСЮР. Эмигрировал[10].

3-й брак (с июля 1883 года) — Елизавета Модестовна Кониар, дочерью бывшего архангельского губернатора М.М. Кониара.  
- Сын — Владимир (род. 1888), погиб в Первую мировую войну, похоронен в Риге в братской могиле на Покровском кладбище; дочери: Тамара (род. 1890) и Мария (род. 1893).